# Mołodiożka Tiumeń
Mołodiożka Tiumeń – rosyjski klub szachowy z siedzibą w Tiumeni.

## Historia
Początki klubu sięgają nazwanej na cześć zmarłego Iwana Bukawszyna drużyny „Przyjaciele Iwana Bukawszyna” (ros. Друзья Ивана Букавшина), która w 2017 roku awansowała do Priemjer-Ligi. Jeden z jej zawodników, Daniił Juffa, założył klub Mołodiożka, który przejął miejsce „Przyjaciół Iwana Bukawszyna” w rozgrywkach ligowych. Celem Juffy było utworzenie profesjonalnego klubu szachowego, który zarówno rywalizowałby o czołowe miejsca w mistrzostwach Rosji, jak i szkolił młodzież. W sezonie 2018 zespół zajął trzecie miejsce w lidze, za Miednym Wsadnikiem Petersburg i SzSM Moskwa. Ponadto w 2018 roku klub zadebiutował w Pucharze Europy. Rosyjski zespół wygrał wówczas z SK Reval-Sport, Aatosem Helsinki, SF Berlin 1903, L’Échiquier Amaytois i Itaką Belgrad, zremisował z Obiettivo Risarcimento Padova oraz przegrał z Vålerengą SK. W klasyfikacji końcowej Mołodiożka zajęła trzecie miejsce, za Miednym Wsadnikiem i AVE Nový Bor. W kadrze drużyny znajdowali się wówczas Władimir Potkin, Dawid Parawian, Maksim Czigajew, Daniił Juffa, Michaił Antipow, Siemion Łomasow i Sawielij Gołubow. W sezonie 2019 zespół uzyskał piąte miejsce w lidze krajowej. W Pucharze Europy natomiast klub został sklasyfikowany na siódmej pozycji, po zwycięstwach z KSK Rochade Eupen-Kelmis, Rehovot Chess School, Slovenem Ruma, Køge SK i Leidsch SG oraz porażkach z Vüqarem Həşimovem i Primоrskim rajоnem. W 2020 roku tiumeński zespół zajął trzecie miejsce w Priemjer-Lidze, a w kolejnym sezonie – piąte. W 2022 roku klub nie przystąpił do rozgrywek Priemjer-Ligi.

## Arcymistrzowie w historii klubu
- Michaił Antipow[12]
- Maksim Czigajew[6]
- Daniił Dubow[13]
- Andriej Jesipienko[14]
- Daniił Juffa[12]
- Dmitrij Kriakwin[14]
- Dawid Parawian[12]
- Władimir Potkin[12]
- Aleksandr Riazancew[13]
- Kirył Stupak[12]